# Chapelle Sainte-Garde d'Avignon
La chapelle Sainte-Garde est une ancienne chapelle catholique située à Avignon, en France.

## Localisation
La chapelle est située rue du Général-Leclerc, ancienne rue Sainte-Garde, à l'angle de la rue Saint-Jean-le-Vieux, faisant partie du Conservatoire de musique, danse et théâtre du Grand-Avignon Olivier Messiaen, dans la commune d'Avignon, département français de Vaucluse.

## Historique
Le séminaire de Sainte Garde a acheté en 1752 l'ancien couvent fondé par les Annonciades Célestes en 1640. Le séminaire fait construire par Jean-Baptiste Lambertin, architecte de la ville d'Avignon, la chapelle en 1770, dans un style corinthien. La chapelle a été consacrée en 1775 pour le séminaire Notre-Dame de Sainte-Garde. C'est la dernière construction religieuse avant la Révolution. 

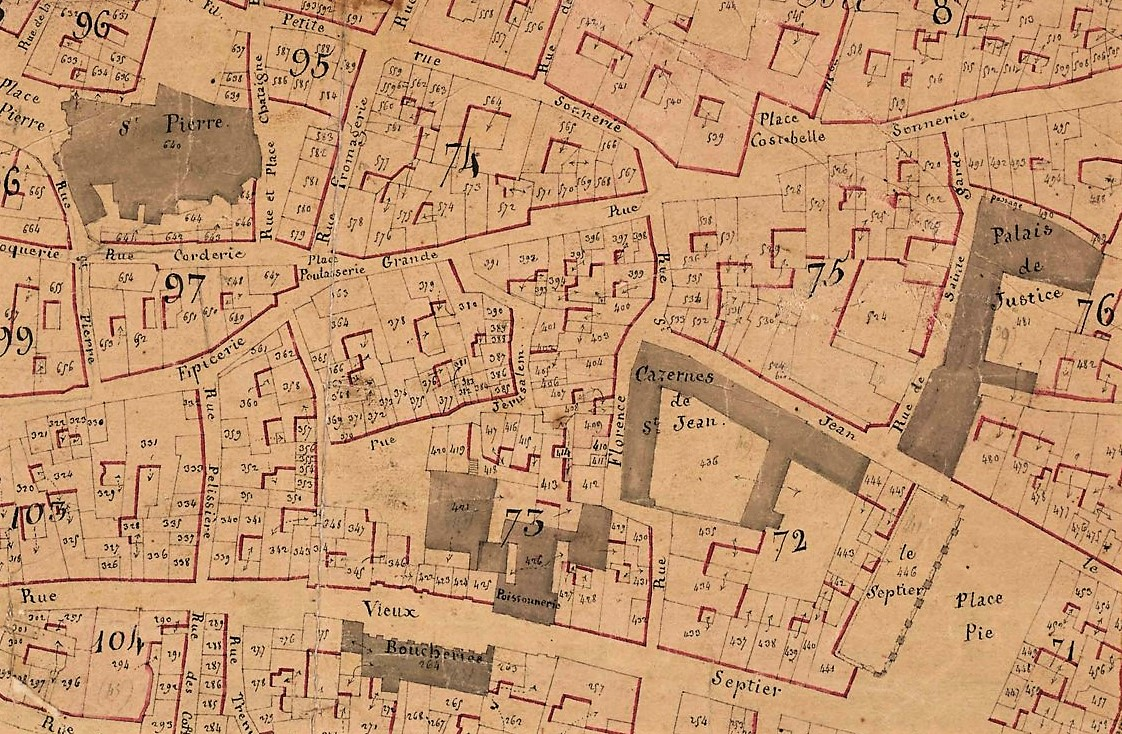
Cadastre napoléonien : Palais de justice, caserne Saint-Jean, place Pie, collégiale Saint-Pierre

En octobre 1792, les bâtiments sont affectés au tribunal civil du district d'Avignon. Les archives des anciennes cours de justice y sont déposées. Les bâtiments sont transformés pour ce nouvel usage. Le tribunal de commerce y est établi en 1810. La chapelle devient la salle d'audience en 1829. La chapelle est occupée par le Bourse de commerce en 1904. Elle est séparée en deux par un mur. La chapelle est redevenue une salle d'audience après la Première Guerre mondiale. Le palais de justice a été déplacé en 2000.  L'ancien séminaire est devenu le Conservatoire à rayonnement régional du Grand-Avignon Olivier Messiaen en 2007.
La chapelle a été inscrite au titre des monuments historiques le 23 novembre 1949